# كوني آن كيرك
كوني آن كيرك (بالإنجليزية: Connie Ann Kirk)‏ هي كاتِبة وكاتبة للأطفال أمريكية، ولدت في 14 فبراير 1957 في قرية ويلزفيل في الولايات المتحدة.